# Pettneu am Arlberg
Pettneu is een gemeente in het district Landeck in Tirol. De gemeente is gelegen in het Stanzertal tussen Landeck en de Arlberg. De gemeente bestaat uit de hoofdplaats Pettneu en het westelijk daarvan gelegen dorp Schnann alsook enkele kleinere kernen.
In de middeleeuwen kreeg het dorp enige betekenis door het verkeer en transport. Van hieruit voerden wegen in het Lechtal en in de richting van Engadin. De eerste vermelding van Pettneu gebeurde rond het jaar 1300 als "Pudnew", wat vermoedelijk een afleiding is van "ponte novu" of "punt nou" (nieuwe brug). De huidige brug stamt uit de late 18e eeuw en is een voorbeeld van de vroegere overdekte houten bruggen zonder ijzeren verbindingsstukken. De brug werd op 23 augustus 2005 bij een overstroming van de Rosanna meegesleurd.

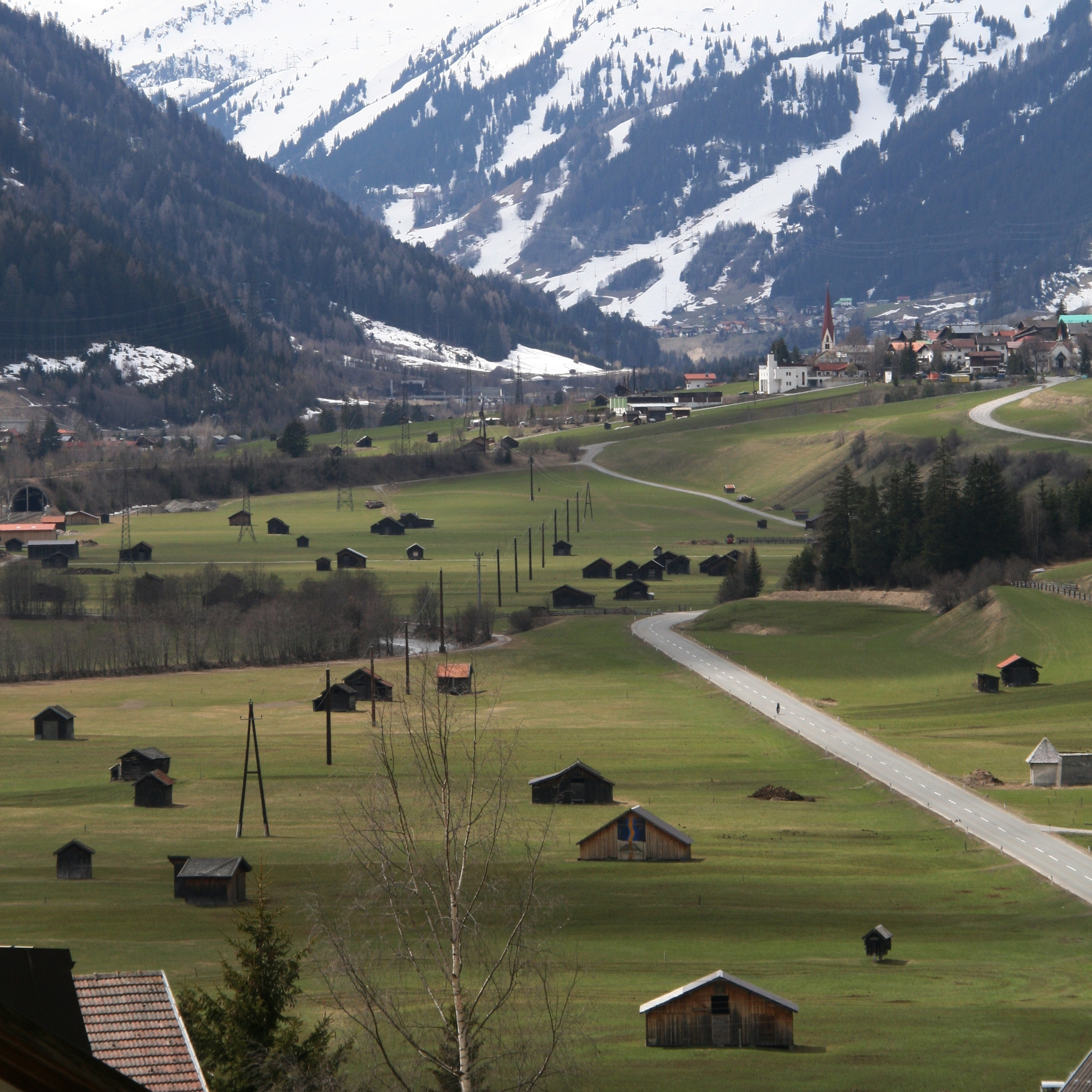
Blik vanaf Schnann op Pettneu

## Buurgemeentes
Flirsch, Kaisers, Kappl, Sankt Anton am Arlberg
Faggen · Fendels · Fiss · Fließ · Flirsch · Galtür · Grins · Ischgl · Kappl · Kaunerberg · Kaunertal · Kauns · Ladis · Landeck · Nauders · Pettneu am Arlberg · Pfunds · Pians · Prutz · Ried im Oberinntal · Sankt Anton am Arlberg · Schönwies · See · Serfaus · Spiss · Stanz bei Landeck · Strengen · Tobadill · Tösens  · Zams
- Gemeinsame Normdatei: 4528536-6
- Virtual International Authority File: 235218816